# Wasiłena Amzina
Wasiłena Gerginowa Amzina z domu Stefanowa (bułg. Василeна Гергинова Амзина (Стефанова}, ur. 29 czerwca 1942 w Bistricy, zm. 19 grudnia 2017 w Sofii) – bułgarska lekkoatletka, biegaczka średniodystansowa.
Odpadła w eliminacjach biegu 1500 metrów na mistrzostwach Europy w 1969 w Atenach. Zajęła 6. miejsce w tej konkurencji na halowych mistrzostwach Europy w 1971 w Sofii. Na mistrzostwach Europy w 1971 w Helsinkach zajęła 10, miejsce w biegu na 1500 metrów i odpadła w eliminacjach biegu na 800 metrów.
Zdobyła brązowy medal w biegu na 1500 metrów na halowych mistrzostwach Europy w 1972 w Grenoble, przegrywając jedynie z reprezentantkami Związku Radzieckiego Tamarą Panhełową i Ludmiłą Braginą. Odpadła w półfinale biegu na 1500 metrów i eliminacjach biegu na 800 metrów na igrzyskach olimpijskich w 1972 w Monachium. Na halowych mistrzostwach Europy w 1975 w Katowicach odpadła w eliminacjach biegu na 1500 metrów.
Zwyciężyła w biegu na 1500 metrów na mistrzostwach krajów bałkańskich w 1969.
Amzina była mistrzynią Bułgarii w biegu na 400 metrów w 1966, w biegu na 800 metrów w latach 1963 i 1966–1968 oraz w biegu na 1500 metrów w latach 1968–1971, a także halową mistrzynią swego kraju w biegu na 1500 metrów w 1971 i 1972.
Czterokrotnie ustanawiała rekord Bułgarii w biegu na 800 metrów do czasu 1:59,9 (23 sierpnia 1972 w Berlinie) i siedmiokrotnie w biegu na 1500 metrów do czasu 4:09,12 (7 września 1972 w Monachium). Były to najlepsze wyniki w jej karierze.